# Yoeri Schoepen
Yoeri Schoepen (Antwerpen, 30 maart 1994) is een Belgisch basketballer. Zijn broer Yannick Schoepen is ook basketballer.

## Carrière
Schoepen speelde in de jeugd van Ticino Merksem en de Antwerp Giants, bij deze laatste maakte hij zijn profdebuut in 2014. Hij won de beker in 2019 en vertrok na het seizoen naar Spirou Charleroi. Na vier jaar bij Carleroi keerde Schoepen in de zomer van 2023 terug naar de Antwerp Giants.

## Erelijst
- Beker van België: 2019